# Didier Boisseuil
Didier Boisseuil est un historien français, enseignant-chercheur  au sein de l'université François-Rabelais, à Tours.

## Biographie
Il est spécialiste d'histoire de l'Italie au Moyen Âge,.
Il est l'auteur d'articles dans la revue Médiévales.

## Publications

### Ouvrages
- Le thermalisme en Toscane à la fin du Moyen Âge. Les bains siennois de la fin XIIIe siècle au début XVIe siècle, Didier Boisseuil, École française de Rome, p. 533, 2002, collection de l'École Française de Rome.
- La nature en partage, connaître et exploiter les ressources naturelles, avec Philippe Bernardi, Presses universitaires de Vincennes, 2007.
- Écritures de l'espace social : mélanges d'histoire médiévale offerts à Monique Bourin, avec Pierre Chastang, Laurent Feller, Joseph Morsel, Paris, Publications de la Sorbonne, 720 p., 2010.
- Séjourner au bain. Le thermalisme entre médecine et société (XIVe – XVIe siècles), avec Marilyn Nicoud, Presses universitaires de Lyon, 180 p., 2010.
- Die Renaissance der Heilquellen in Italien und Europa von 1200 bis 1600. Il Rinascimento delle fonti termali in Italia e in Europa dal 1200 al 1600, avec Hartmut Wulfram. Peter Lang, p. 336, 2012.

### Articles
- Cures thermales et régimes alimentaires en Toscane aux XIIIe – XVIe siècles, Didier Boisseuil, Allen J. Grieco, Odile Redon, Chroniques italiennes, 1997, p. 11–31.
- Chiare, calde e dolci acque, Didier Boisseuil, Medioevo, 1999, p. 24–29.
- Espaces et pratiques du bain au Moyen Âge, Didier Boisseuil, Médiévales, Presses universitaires de Vincennes, 2002, 21 (43), p. 5–11.
- Les statuts de 1380 de Méthamis (Vaucluse), Philippe Bernardi, Didier Boisseuil, Histoire et sociétés rurales, Association d'histoire des sociétés rurales, 2006, 25, p. 1–46.
- Des « prouffitz champestres » à la gestion des ressources naturelles, Philippe Bernardi, D. Boisseuil, Médiévales, Presses universitaires de Vincennes, 2007, p. 5–10.
- Termae et Balnea senesi nel quadro del termalismo italiano alla fine del Medioevo, Didier Boisseuil, Accademia dei Rozzi, 2008, XV, p. 33–41.
- La Maremma, spazio di confine del sud della Toscana, (VIII-XIV secolo) Didier Boisseuil, Archivio storico italiano, 2008, CLXVI, p. 615–631.
- Les juristes et les eaux thermales dans la Toscane des XIIIe – XIVe siècles, Didier Boisseuil, Mélanges de l'École française de Rome, Moyen Âge, 2009, p. 155–167.
- L'exploitation de l'alun en Maremme, XVe et XVIe siècles : introduction Didier Boisseuil, Mélanges de l'École française de Rome, Moyen Âge, 2009, p. 5–6.
- L'exploitation de l'alun en Toscane au début du XVIe siècle : l'alunière de Monterotondo et la société de Rinaldo Tolomei, Didier Boisseuil, Pascal Chareille, Mélanges de l'École française de Rome, Moyen Âge, 2009, p. 9–28.
- Les chantiers des ponts médiévaux. Les exemples de Lyon et de Tours, ArchéoThéma, 2013, p. 22–23.